# Agnotecous azurensis
Agnotecous azurensis är en insektsart som beskrevs av Desutter-grandcolas 2006. Agnotecous azurensis ingår i släktet Agnotecous och familjen syrsor. Inga underarter finns listade i Catalogue of Life.